# Tmarus simoni
Tmarus simoni là một loài nhện trong họ Thomisidae.
Loài này thuộc chi Tmarus. Tmarus simoni được miêu tả năm 1955 bởi Comellini.